# 岩鸽
岩鸽（学名：Columba rupestris）为鸠鸽科鸽属的鸟类，俗名野鸽子、横纹尾石鸽、山石鸽。分布于亚洲蒙古、西伯利亚、朝鲜、阿富汗、尼泊尔、印度，包括中国大陆的东自黑龙江、西抵新疆、西藏、云南等地，主要栖息于山区多岩石和峭壁的地方。该物种的模式产地在西伯利亚东部达乌尔地区。

## 亚种
- 岩鸽指名亚种（学名：Columba rupestris rupestris）。分布于蒙古、西伯利亚、朝鲜以及中国大陆的秦岭以北地区、东自黑龙江、青海、四川、云南等地。该物种的模式产地在西伯利亚的达乌尔地区。[3]
- 岩鸽新疆亚种（学名：Columba rupestris turkestanica）。分布于亚洲、阿富汗、尼泊尔、印度，包括中国大陆的新疆、西藏等地。该物种的模式产地在阿尔泰山脉。[4]